# Andrea Noè
Andrea Noè  (født 15. januar 1969) er en italiensk tidligere landevejscykelrytter. Han har kun cyklet for italienske hold efter at han blev professionel i 1993. Hans største sejr er etapesejren på den 11. etape i Giro d'Italia i  1998.